# The Elf on the Shelf
The Elf on the Shelf: A Christmas Tradition je americká obrázková kniha pro děti z roku 2005, kterou napsala Carol Aebersoldová spolu se svou dcerou Chandou Bellovou, s ilustracemi Coë Steinwartové. Kniha vypráví příběh s vánoční tematikou. Je psaná rýmem a vysvětluje, jak Santa Claus ví, kdo je zlobivý a kdo milý. Popisuje, že skřítci elfové navštěvují děti ode dne díkuvzdání až do Štědrého dne, a děti pozorují. Poté se až do příštích Vánoc vracejí zpět na severní pól. V originále se kniha dodává v dárkové krabičce, která obsahuje obrázkovou knížku v pevné vazbě a malého skřítka.
Příběh byl inspirován rodinnou tradicí, kterou začala Carol Aebersoldová pro své dcery – dvojčata; Chandu Bellovou a Christu Pittsovou. Skřítek podle této tradice nejen pozoruje děti, ale také dělá neplechy, kterými baví celou rodinu.
Kniha se rychle stala oblíbenou součástí vánočních tradic ve Spojených státech, do roku 2017 bylo prodáno více než 11 milionů výtisků.

## Ocenění
Kniha The Elf on the Shelf vyhrála cenu za nejlepší hračku od Learning Express, cenu Book of the Year od Creative Child Awards a National Best Books Award sponzorovanou USA Book News v roce 2008.
V roce 2013 se kniha dostala na první místo v žebříčku bestsellerů USA Today. V říjnu 2013 vyšlo The Elf on the Shelf: A Birthday Tradition. Napsal a ilustroval ji stejný tým, který vytvořil první knihu.